# Járosi Andor
Járosi Andor (Újsándorfalva, 1897. december 5. – Magnyitogorszk, 1944. december 26.) evangélikus lelkész, teológiai tanár, író.

## Élete
Középiskoláit a nagyenyedi Bethlen Gábor Kollégiumban és a kolozsvári református kollégiumban végezte, majd teológiai tanulmányokat folytatott Eperjesen és Kolozsváron. 1920-tól segédlelkészként foglalkozott a kolozsvári magyar evangélikusokkal, majd az 1922–23-as tanévben a marburgi teológián tanult. 1926-ban rendes lelkésszé lépett elő; a következő évben megnősült, felesége a református Brandt Laura lett. 1931-től teológiai magántanárként tartott előadásokat, 1933-ban jelent meg A német evangelikus liturgiai reformmozgalmak c. tanulmánya (Városi Nyomda, Debrecen, 1933, Theologiai tanulmányok sorozat). 1941-től, amikor az erdélyi magyar és német anyanyelvű evangélikusok szétváltak, Járosi Andor az Erdélyi Egyházmegye esperese lett.
Tanulmányozva a német reformmozgalmakat, új evangélikus istentiszteleti rendet dolgozott ki, amelyet kisebb módosításokkal az erdélyi magyar evangélikus egyház 1940 óta alkalmaz. Szerkesztője volt a kolozsvári Keresztyén Igazság című evangélikus egyházi folyóiratnak. Teológiai jellegű írásai mellett irodalmi művei és kritikái is jelentek meg. A Pásztortűz szerkesztőségi tagja, illetve az Erdélyi Helikon munkatársaként is tevékenykedett.
A zsidóüldözések időszakában prédikációinak központi témája a testvériség és az emberek közötti egyenlőség volt. A fajelméletet tudománytalannak tartotta, és hittanóráin elítélte az emberiség felosztását alacsonyabb- és felsőbbrendű fajokra. Prédikációinak témája miatt a katonai városparancsnok is megfenyegette, „mert igehirdetésében bírálta a zsidótörvényeket és a közéleti gyűlöletet szító jobbratolódást”. Látogatóit megfigyelték, telefonbeszélgetéseit lehallgatták, és többször beidézték a kémelhárításhoz. Noha a parókia udvarán, az evangélikus iskolában német katonák laktak, a Járosi házaspár egy zsidó kislányt, Annát, Kádár Imre író, színházi rendező, intendáns lányát bújtatták a lakásukban. Továbbá több kolozsvári zsidó lakost segítettek. Kolozsvár német megszállását követően Járosi Andor számos visszadátumozott hamis keresztlevelet állított ki zsidók részére.
1944 őszén az Erdélybe bevonuló szovjet csapatok több mint kétszáz társával együtt elvitték. Egyes vélemények szerint szabadkőműves volt és ennek kapcsán került az lefogandók listájára. Lánya szerint darabszámra vitték el az embereket.  Írótársai, Kádár Imre és Tamási Áron próbáltak közbenjárni az érdekében, de fáradozásuk eredménytelen maradt. Járosi Andor a fogolytáborban halt meg, 1944 karácsonyán; ott temették tömegsírba.

## Emlékezete
Lőwy Dániel felterjesztése alapján a Járosi házaspár 1999. június 10-én a Világ Igaza kitüntetésben részesült, ám az emlékplakettet és a diplomát csak 2005-ben adták át a lányának, Antal Sándorné Járosi Margitnak.
2012. december 2-án Járosi-emléktáblát helyeztek el a kolozsvári evangélikus templom kertjében.